# Simone Hauswald
Simone Hauswald (născută Denkinger; n. 3 mai 1979, Rottweil, Republica Federală Germania, Germania) este o biatlonistă ce a reprezentat Germania, medaliată olimpică. A participat la o ediție a Jocurilor Olimpice (2010) în care a câștigat două medalii de bronz.